# Sarāb (Eevan)
Sarab oder Serab (persisch سراب Sarāb) ist ein Dorf mit etwa 1600 Einwohnern in der iranischen Provinz Elam.
Sarab liegt auf einer Höhe von etwa 1300 Metern über Normalnull im Landkreis Eevan. Etwa zehn Kilometer nordwestlich liegt der Ort Eevan und etwa 14 Kilometer südsüdöstlich liegt der Verwaltungssitz der Provinz Elam. Die iranisch-irakische Grenze verläuft ca. 45 Kilometer südwestlich von Sarab.